# Eido
Eido is een geslacht van vlinders van de familie sikkelmotten (Oecophoridae).

## Soorten
- E. acrophaea Turner, 1916
- E. adocima Turner, 1935
- E. aleuritis Turner, 1935
- E. aneusema (Bradley, 1956)
- E. anisochroa Turner, 1935
- E. autogramma (Meyrick, 1905)
- E. cirrhopis Turner, 1927
- E. citritis Turner, 1935
- E. clavata Meyrick, 1914
- E. conia Turner, 1935
- E. chersodes Meyrick, 1914
- E. dolicha Turner, 1935
- E. eburnea Turner, 1935
- E. eucryphaea Turner, 1935
- E. fuliginosa Turner, 1935
- E. fumea Turner, 1935
- E. galactina (Turner, 1916)

- E. hemiochra Turner, 1935
- E. hermatopis Meyrick, 1922
- E. homoconia (Turner, 1927)
- E. hyperopta (Meyrick, 1889)
- E. lathraea Turner, 1916
- E. lenita Meyrick, 1920
- E. liquida (Meyrick, 1914)
- E. nephelissa Meyrick, 1914
- E. ochrocrana Turner, 1935
- E. phaeopasta Turner, 1918
- E. phaulostola Turner, 1935
- E. piodes (Meyrick, 1902)
- E. polytypa Turner, 1935
- E. psammophanes Turner, 1935
- E. silvicola (Turner, 1898)
- E. tetraspila Turner, 1935